# Hans Moleman
Hans Moleman (llamado Hans Topo en España y El Hombre Topo, Casimiro Topo o simplemente Juan Topo en Hispanoamérica) , en una ocasión, Ralph Melish,  es un personaje de la serie de dibujos animados Los Simpson.

## Descripción
Es una persona de entre 31 y 32 años, pero que aparenta 80 por un problema con el alcohol, como afirma en el episodio Duffless, por eso no está en el Castillo de Retiro de Springfield, aunque en un capítulo se puede ver su licencia de conducir y la fecha de nacimiento marca" 02-08-21". Su altura estipulada es de 1,30 m.
Siempre está al borde de la muerte o en situaciones vergonzosas, en algunas ocasiones provocadas por Homer Simpson. Es un hombre solitario y con poca vista. En una ocasión condujo un camión exageradamente grande que portaba la casa de Edgar Allan Poe y en el que no llegaba a ver más allá del volante, y después de que Homer Simpson le chocase, provocó un accidente. También fue enterrado vivo y salió con Selma Bouvier. Fue atropellado por Otto y Homer entre otros. En un episodio aparece cientos de metros bajo tierra liderando a una sociedad de hombres-topo. También fue el sustituto de Bart cuando este se mudó con el Sr. Burns. En Three Gays of the Condo y Marge and Homer Turn a Couple Play se le ve con su esposa, la Sra. Moleman. Sufre un infarto en el capítulo Million Dollar Abie. En otra ocasión llevó en su furgoneta a la banda de thrash metal Metallica mientras éstos tocaban la canción Master Of Puppets.
Un detalle frecuente es que esté haciendo algo o usando algún artefacto que supera por mucho sus capacidades físicas. En el capítulo Miracle on Evergreen Terrace roba la lavadora de los Simpson y la carga sobre sus espaldas él solo.  
En una oportunidad, en el episodio Boy-Scoutz 'n the Hood, mientras Bart caminaba por la calle, se le puede ver amenazando a Moe con una espada, luego Topo cae de espaldas por el peso de la espada. 
Recientemente, en el que Bart y Lisa componen un nuevo himno para Springfield, se descubrió que fue alcalde de Springfield cuatro periodos consecutivos.